# Alcoholismo

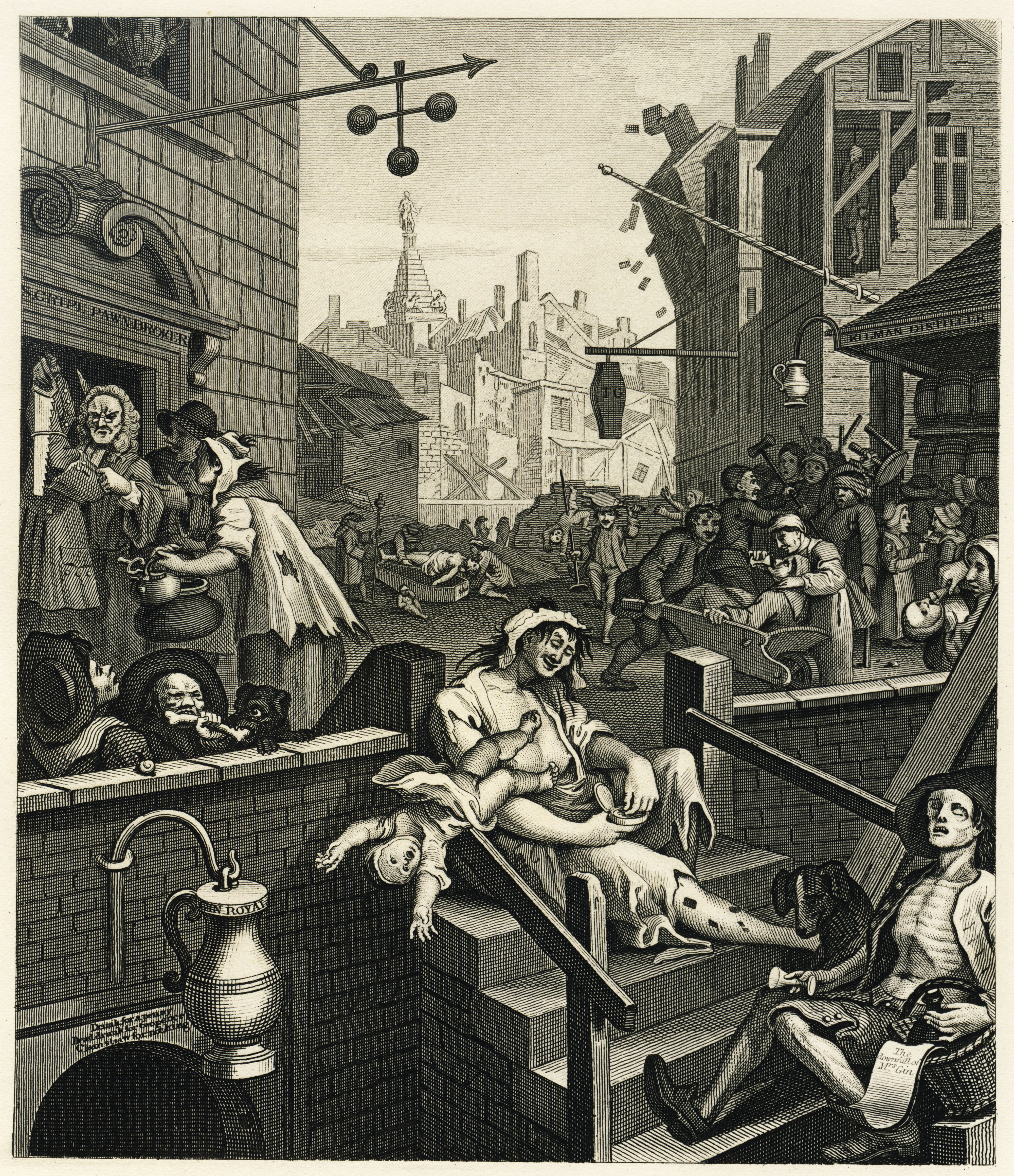
Gin Lane ("El callejón de la ginebra", 1751), obra del pintor y grabador William Hogarth, donde se ilustran los estragos y excesos de la ginebra en la Inglaterra del

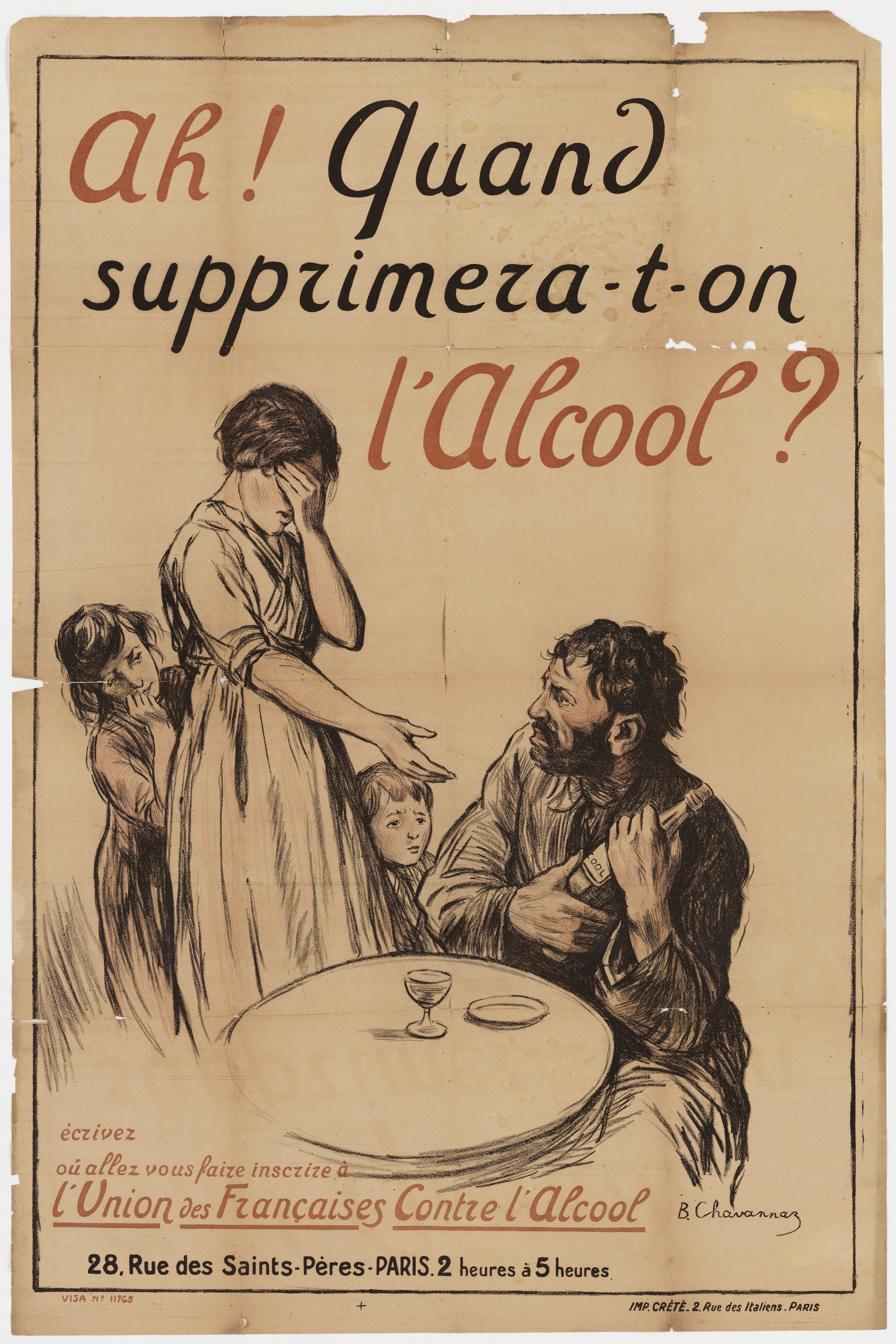
Cartel «¡Ah! ¿Cuándo acabaremos con el alcohol?» producido por la Unión de Francesas contra el Alcohol, una organización a favor de la templanza. En él, la esposa le pide a su marido borracho que le entregue la botella.

El alcoholismo o dipsomanía, también conocido como trastorno por consumo de alcohol, se refiere al uso nocivo o abuso del  alcohol, caracterizado por una fuerte necesidad y ansiedad de ingerir bebidas alcohólicas y licores, de forma que existe una dependencia física y psicológica del mismo individuo, que se manifiesta a través de varios síntomas de abstinencia cuando no es posible su ingestión. El dipsómano no tiene control sobre los límites de su consumo, que va en aumento a medida que se desarrolla tolerancia a esta droga. Se considera una enfermedad crónica, progresiva y mortal por la Asociación Médica Estadounidense, al igual que otras drogodependencias.
Por su parte, la Organización Mundial de la Salud (OMS) lo determina como «toda forma de embriaguez que excede el consumo alimenticio tradicional y corriente o que sobrepasa los linderos de costumbres sociales...».
La dependencia al alcohol puede resultar de una predisposición genética, una enfermedad mental, estresores psicosociales o una combinación de estos factores. Esta enfermedad no solo afecta al adicto sino también la vida de todo aquel que se encuentra a su alrededor. Investigaciones recientes sobre genética y neurociencia han identificado ciertas características genéticas que se cree que están relacionadas con la dependencia del alcohol. Los investigadores continúan indagando acerca del vínculo entre la herencia genética y el alcoholismo. Actualmente no existe una posible cura para esta enfermedad; sin embargo muchos alcohólicos se mantienen sobrios por periodos de tiempo prolongados de acuerdo a su voluntad y compromiso para vencer esta enfermedad. Pero es innegable que para que un adicto al alcohol pueda recibir tratamiento y llegar a una posible recuperación, primero tiene que aceptar su condición de dependencia.

## Causas

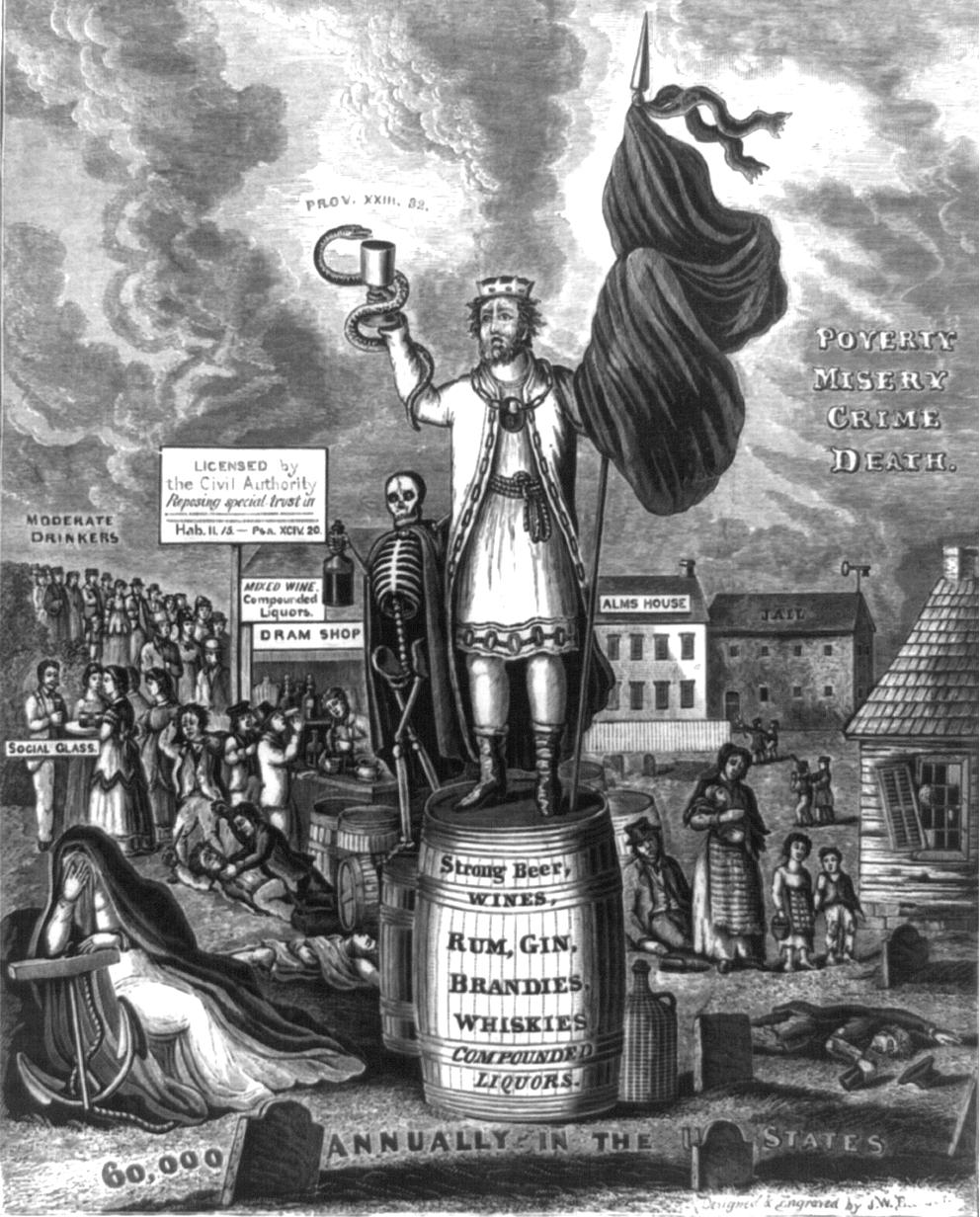
Grabado de 1820: "El rey Alcohol y su primer ministro".

Hasta el momento no existe alguna causa común, aunque varios factores genéticos y ambientales pueden desempeñar un papel importante en su desarrollo. Por lo tanto hay evidencias que muestran la posibilidad de ser alcohol dependiente, como la historia familiar, es decir, quien tiene un padre o una madre con alcoholismo tiene mayor probabilidad de adquirir esta enfermedad. Otros factores pueden ser el estrés o los problemas que tiene la persona que lo ingiere.
Algunos otros factores asociados a este padecimiento son la necesidad de aliviar la ansiedad, conflicto en relaciones interpersonales, depresión y aceptación social del consumo de alcohol.
Según la Sociedad Española de Patología Dual (SEPD) los pacientes alcohólicos suelen presentar hasta en un 80 % de los casos otros trastornos psiquiátricos asociados y, por lo tanto, ser considerados como pacientes con patología dual.
Se ha demostrado la presencia de un componente genético en el alcoholismo, ya que el gen del aldehído deshidrogenasa (ALDH2) afecta a la tasa de metabolización del etanol y modula potencialmente el consumo de bebidas alcohólicas. La ausencia de esta enzima afecta a esta ruta, ocasionando un aumento de acetaldehído y su acumulación en el cuerpo. Esto provoca náuseas, mareo y rubor facial.

## Predisposición genética
Con el desarrollo de las técnicas de estudio del ADN, se ha relacionado la existencia de secuencias concretas o SNP (cambios de solo una base nitrogenada presente en una parte pequeña, aunque representativa, de la población), con lo que se demostraría una tendencia genética a desarrollar alcoholismo determinada por el propio genoma.
Esta tendencia podría tener su base molecular en el distinto estado de metilación de algunas islas CpG, y puede ser estudiado mediante un análisis de SNPs.
La influencia genética está indicada por estudios que demuestran que hay un riesgo de por vida del 25 al 50% para el alcoholismo en hijos y hermanos de hombres alcohólicos. Una posible base bioquímica es una diferencia metabólica tal que aquellos propensos a la dipsomanía tienen niveles más altos de acetaldehído que da efectos placenteros, mientras aquellos que no son propensos al alcoholismo tienen niveles más altos de un metabolito, dando efectos desagradables.

## Tipos de alcoholismo
Existen dos tipos:
- Tipo I: Es característico en personas adultas, mayores de 25 años, que pueden tener una etapa de grandes ingestas puntuales separadas por tiempos de abstemia; sin embargo, estos van siendo cada vez más pequeños hasta poder alcanzar una gran dependencia, acompañada progresivamente por el desarrollo de enfermedades hepáticas. Se ha determinado un 21 % de heredabilidad y hay un mejor diagnóstico para tratarlos.
- Tipo II: se desarrolla en personas durante la adolescencia y está asociado a menudo a un historial violento y arresto policial. No se caracteriza por un aumento progresivo del consumo de alcohol. Algunos estudios han determinado una menor expresión de la enzima monoamino oxidasa en este grupo, lo que se ha correlacionado con una menor producción de serotonina (relajación y activación del sistema nervioso simpático) en el sistema nervioso central. Se ha determinado un 88 % de heredabilidad y hay un peor diagnóstico de tratamiento.

## Efectos crónicos en el embarazo

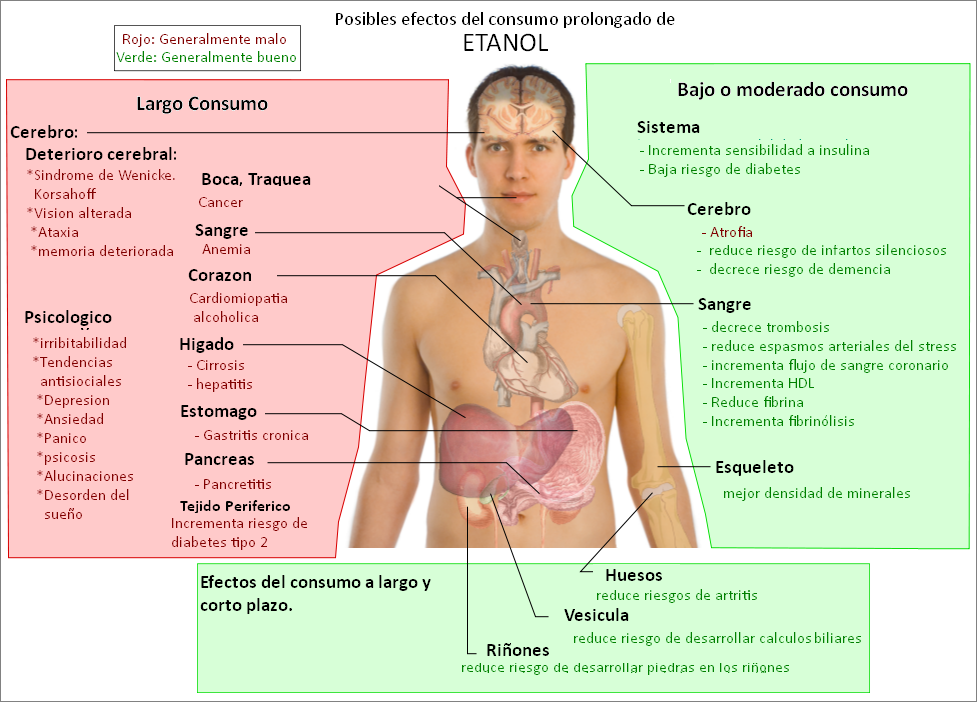
Los más significativos efectos del alcohol en el cuerpo, tanto positivos como negativos y dependiendo del consumo. Además, en mujeres embarazadas puede causar el Síndrome alcohólico fetal.

El alcohol (vino, cerveza o licor) es la principal causa evitable de anomalías congénitas físicas y mentales. Cuando una mujer toma alcohol durante el embarazo, se arriesga a dar a luz a un bebé que pagará las consecuencias —con deficiencias mentales y físicas— para el resto de su vida. Uno de cada 750 bebés nace con un cuadro de problemas físicos, evolutivos y funcionales conocido como síndrome de alcoholismo fetal (SAF). Otros 40 000 niños nacen cada año con efectos del alcoholismo fetal (EAF).

### Signos y síntomas
Las características de los niños con SAF son:
- Bajo peso al nacer.
- Menor perímetro craneal.
- Retraso del crecimiento.
- Retraso del desarrollo.
- Disfunción orgánica.
- Anomalías faciales, incluyendo ojos de tamaño inferior al normal, mejillas aplanadas y surco nasolabial poco desarrollado.
- Epilepsia.
- Problemas de coordinación y de motricidad fina.
- Escasas habilidades sociales, incluyendo dificultad para establecer y mantener vínculos de amistad y para relacionarse en grupo.
- Falta de imaginación o curiosidad.

´*Dicultad para caminar, también puede tener dificultades mentales así como otros problemas .
- Dificultades de aprendizaje, incluyendo poca memoria, incapacidad para entender conceptos como el tiempo y el dinero, deficiente comprensión lingüística y escasa capacidad de resolución de problemas.

- Problemas de comportamiento, como hiperactividad, incapacidad para concentrarse, retraimiento social, testarudez, impulsividad y ansiedad.

Los niños con efectos de alcoholismo fetal presentan los mismos síntomas, pero en menor grado y tienen menos probabilidades de presentar deficiencia mental.
Estas características son muy similares a las de los trastornos del espectro autista.

## Impacto social

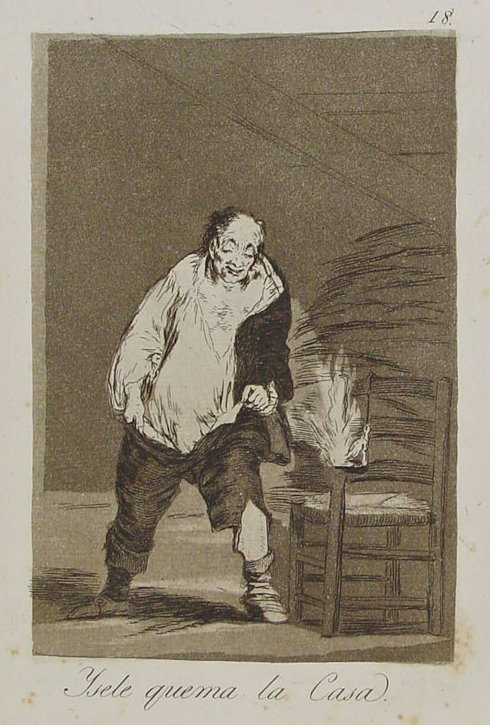
"Y se le quema la casa", grabado de Francisco de Goya de la serie Los caprichos

El alcoholismo no está fijado por la cantidad ingerida en un periodo determinado: personas afectadas por esta enfermedad pueden seguir patrones muy diferentes de comportamiento, existiendo tanto alcohólicos que consumen a diario, como alcohólicos que beben semanalmente, mensualmente, o sin una periodicidad fija; si bien el proceso degenerativo tiende a acortar los plazos entre cada ingesta.[cita requerida]
El consumo excesivo y prolongado de esta sustancia va obligando al organismo a necesitar o requerir cantidades crecientes para sentir los mismos efectos. A esto se le llama «tolerancia aumentada» y desencadena un mecanismo adaptativo del cuerpo hasta que llega a un límite en el que se invierte la supuesta resistencia y entonces «asimila menos», por eso tolerar más alcohol es en sí un riesgo de alcoholización.[cita requerida]
Las defunciones por accidentes relacionados con el alcohol (choques, atropellamientos y suicidios) ocupan los primeros lugares entre las causas de muerte en muchos países. Por ejemplo, en España se considera que el consumo de alcohol etílico causa más de 100 000 muertes al año, entre intoxicaciones por borrachera y accidentes de tráfico.
A su vez, la Secretaría de Salud de México reporta que el abuso del alcohol se relaciona con el 70 % de las muertes por accidentes de tránsito y es la principal causa de fallecimiento entre los 15 y los 30 años de edad. Se estima que 27 000 mexicanos mueren cada año por accidentes de tránsito y la mayoría se debe a que se encontraban bajo los efectos del alcohol.
En los accidentes suelen sufrir heridas más graves los conductores que han bebido. Además, el efecto del alcohol en el corazón y la circulación de la sangre reduce las probabilidades de supervivencia en caso de realizarse una intervención quirúrgica de emergencia.[cita requerida]
A diferencia de lo que cree mucha gente, la mayoría de los fallecimientos relacionados con el alcohol corresponden a los propios conductores ebrios, señala un informe del Instituto Nacional de la Salud y de la Investigación Médica de Francia.[cita requerida] En vista de los peligros, el informe ofrece las siguientes recomendaciones: No beber cuando se vaya a conducir, no subir a un vehículo con un conductor que haya bebido, y no permitir que los amigos o familiares conduzcan bajo los efectos del alcohol.

## Adolescencia: etapa vulnerable
El principal motivador del abuso de alcohol durante la escuela secundaria es la convivencia frecuente con consumidores habituales. En esa etapa se inicia el proceso para convertirse en futuros adictos, porque es cuando el niño o adolescente enfrenta cambios cruciales en su vida. La presión social sobre los jóvenes es muy fuerte y enfrentan situaciones que pueden afectar seriamente su autoestima. Esto provoca en ellos tensión, angustia y en muchas ocasiones frustración, que detonada por el alcohol puede manifestarse de modos muy destructivos. Cualquier posición que los padres adopten sobre el tema del alcohol con sus hijos debe mantenerse firme. Los límites son indispensables porque acotan los parámetros dentro de los que se pueden desarrollar y divertir los jóvenes.
Conviene hablar con los hijos sobre las consecuencias del consumo del alcohol a edades tempranas, así como de su abuso a cualquier edad, a fin de que puedan evitarlas:
- Perder el autocontrol.
- Mentir.
- Ocultar cosas y problemas.
- Volverse violentos.
- Olvidar lo que sucede, perder la consciencia.
- Causar accidentes de tránsito.
- Poner en riesgo su salud e integridad física y moral.
- Faltar a clases o bajar su rendimiento académico.
- Tener problemas con la ley.
- Embarazos no deseados y enfermedades venéreas.
- Volverse adictos.

La mejor forma de apoyar y ayudar a los jóvenes es estar cerca de ellos. Los jóvenes que perciben a su familia presente y pendiente de ellos tienen una propensión menor a desarrollar el hábito de consumir alcohol.
Estudios científicos han demostrado que el alcohol es adictivo para todas las personas sin excepción, pero cuando el consumo se inicia en la adolescencia, esa adicción aumenta por lo menos cinco veces. Los adolescentes que consumen alcohol están expuestos a iniciar actividad sexual temprana, situación que los expone a mayores riesgos de infecciones de transmisión sexual y embarazos no deseados.

## Datos y cifras

Años de vida ajustados por discapacidad. Tasas por país de trastornos por consumo de alcohol (por cada 100.000 habitantes).

- Cada año mueren en el mundo 3,3 millones de personas a consecuencia del consumo nocivo de alcohol, lo que representa un 5,9 % de todas las defunciones.
- El uso nocivo de alcohol es un factor causal en más de 200 enfermedades y trastornos.
- En general, el 5,1 % de la carga mundial de morbilidad y lesiones es atribuible al consumo de alcohol, calculado en términos de la esperanza de vida ajustada en función de la discapacidad (EVAD).
- El consumo de alcohol provoca defunción y discapacidad a una edad relativamente temprana. En el grupo etario de 20 a 39 años, un 25 % de las defunciones son atribuibles al consumo de alcohol.
- Existe una relación causal entre el consumo nocivo de alcohol y una serie de trastornos mentales y comportamentales, además de las enfermedades no transmisibles y los traumatismos.
- Recientemente se han determinado relaciones causales entre el consumo nocivo y la incidencia de enfermedades infecciosas tales como la tuberculosis y el VIH/Sida.
- Más allá de las consecuencias sanitarias, el consumo nocivo de alcohol provoca pérdidas sociales y económicas importantes, tanto para las personas como para la sociedad en su conjunto.

### Ranking
En Argentina, la Asociación Civil Luchemos por la Vida calcula que el consumo de alcohol es el factor determinante en el 50 % de las muertes en accidentes de tránsito.
En Chile, el estudio Perfil de conductores de la Región Metropolitana reveló que el 40 % de las muertes por accidentes de tránsito ocurren bajo la influencia del alcohol. Se considera que 32 gramos de alcohol en mujeres y 40 gramos de alcohol en hombres (debido a que los hombres tienen mayor peso promedio) son un consumo diario «excesivo». Un detalle que se puede mencionar también en la ingesta desmedida de alcohol son los patrones de personalidad de las personas adictas a tales sustancias. Muchos alcohólicos llegan al alcoholismo por beber para salir de un estado de dificultad para socializar, o por problemas de baja autoestima. En algunos casos también se debe al mayor o menor efecto que produce en relación con el tiempo de ingestión hasta el momento en que la tolerancia y procesamiento dejan de ser efectivos. Una persona con un complejo de inferioridad, entre otros ejemplos, es más propensa a la poca resistencia al alcohol, pero no es una regla general. Se han observado en pacientes alcohólicos tolerancia negativa y tolerancia positiva sin una relación causal aparente.
Según un informe publicado por la Organización Mundial de la Salud, el país del mundo donde más alcohol se bebe es Moldavia, una antigua república soviética localizada en el sureste europeo, donde el consumo per cápita es de 18,22 litros por persona al año, sobre todo en forma de vino y de bebidas alcohólicas como el vodka y los licores. La cifra triplica a la media mundial, que es de 6,1 litros.
En la lista de los más «bebedores» destacan también los checos (16,45 litros anuales), los húngaros (16,27 litros), los rusos (15,76 litros), los ucranianos (15,6 litros), los estonios (15,57 litros), los rumanos (15,3 litros), los eslovenos (15,19 litros) y los bielorrusos (15,13 litros). 
En España el consumo medio es de 11,62 litros por persona al año, por debajo de otros países europeos como Francia (13,66), el Reino Unido (13,37) y Alemania (12,81).
Según la OMS, estos son los países iberoamericanos con mayor índice de alcoholismo per cápita:
- Chile: es el país de Iberoamérica con más consumo anual, con 9,6 litros per cápita.
- Argentina: 9,3 litros per cápita.
- Venezuela: 8,9 litros de alcohol per cápita.
- Paraguay: 8,8 litros de alcohol per cápita.
- Brasil: 8,7 litros de alcohol per cápita.
- Perú: 8,1 litros de alcohol per cápita.
- Panamá: 8 litros de alcohol per cápita.
- Uruguay: 7,6 litros de alcohol per cápita.
- Ecuador: 7,2 litros de alcohol per cápita.
- México: 7,2 litros de alcohol per cápita.
- República Dominicana: 6,9 litros de alcohol per cápita.
- Colombia: 6,2 litros de alcohol per cápita.
- Bolivia: 5,9 litros de alcohol per cápita.
- Costa Rica: 5,4 litros de alcohol per cápita.
- Cuba: 5,2 litros de alcohol per cápita.
- Nicaragua: 5 litros de alcohol per cápita.
- Honduras: 4 litros de alcohol per cápita.
- Guatemala: 3,8 litros de alcohol per cápita.
- El Salvador: 3,2 litros de alcohol per cápita.

## Ayuda para la recuperación de alcohólicos

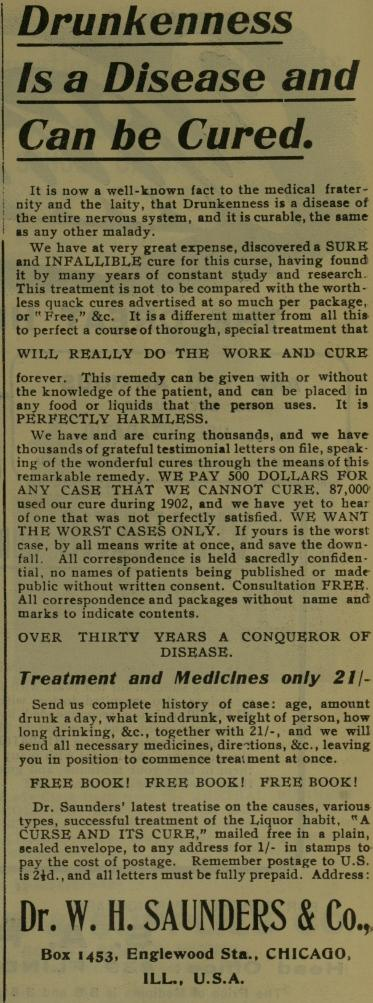
Publicidad de 1904 (en inglés) titulada "La ebriedad es una enfermedad y puede ser curada".

La Asociación Estadounidense de Psiquiatría (APA, por sus siglas en inglés) recomienda visitar a un psicólogo para que este evalúe los problemas derivados del alcoholismo. Por su parte, la Universidad de Maryland aconseja el apoyo de la familia así como de personas cercanas cuando se recurra a cualquier tratamiento, incluida la abstinencia. Esto es muy importante para que la persona se sienta acompañada, por lo que el ambiente debe estar controlado.
Además, existen tratamientos a largo plazo para que se tenga conocimiento de los efectos de la enfermedad, además de otorgar terapia para el control de pensamiento, comportamiento y emociones. Los grupos de apoyo son los siguientes:
- Alcohólicos Anónimos (AA):

Logotipo de Alcohólicos Anónimos.

Es un grupo de autoayuda de dipsomaníacos en rehabilitación. En las reuniones, se ofrece apoyo emocional y unos pasos específicos para las personas que se recuperan de la dependencia o el abuso del alcohol. El programa comúnmente se denomina el "programa de doce pasos". Existen grupos locales en regiones de muchos países. Alcohólicos Anónimos ofrece ayuda las 24 horas del día.
- AL-ANON:

Los miembros de la familia de una persona con problemas de alcohol con frecuencia se benefician del hecho de hablar con otras personas. Al-Anon es un grupo de apoyo para las personas que están afectadas por el alcoholismo de otra persona.
Alateen también brinda apoyo a los adolescentes hijos de personas alcohólicas.
- Otros:

Hay disponibilidad de otros grupos de apoyo:
1. El programa SMART Recovery enseña formas de cambiar pensamientos y comportamientos para ayudar a que las personas alcohólicas se rehabiliten.
2. LifeRing Recovery y Secular Organizations for Sobriety (SOS) son dos programas laicos que ofrecen apoyo para las personas que abusan del alcohol.
3. Women for Sobriety es un grupo de autoayuda sólo para mujeres.
4. Moderation Management es un programa para aquellas personas que desean reducir la cantidad de alcohol que beben. Este programa recomienda la abstinencia para las personas que no pueden hacer esto.